# ديمون دوفال
ديمون دوفال (بالإنجليزية: Damon Duval)‏ هو لاعب كرة القدم الكندية أمريكي، ولد في 3 أبريل 1980 في مورغان سيتي في الولايات المتحدة.